# Avon Lake
Avon Lake és una població dels Estats Units a l'estat d'Ohio. Segons el cens del 2000 census tenia 18.145 habitants.

## Demografia
Segons el cens del 2000, Avon Lake tenia 18.145 habitants, 6.711 habitatges, i 5.133 famílies. La densitat de població era de 629,5 habitants per km².
Dels 6.711 habitatges en un 38,4% hi vivien nens de menys de 18 anys, en un 66,8% hi vivien parelles casades, en un 7,1% dones solteres, i en un 23,5% no eren unitats familiars. En el 20,3% dels habitatges hi vivien persones soles el 9% de les quals corresponia a persones de 65 anys o més que vivien soles. El nombre mitjà de persones vivint en cada habitatge era de 2,7 i el nombre mitjà de persones que vivien en cada família era de 3,14.
Per edats la població es repartia de la següent manera: un 28,9% tenia menys de 18 anys, un 5% entre 18 i 24, un 29,5% entre 25 i 44, un 25% de 45 a 60 i un 11,6% 65 anys o més.
L'edat mediana era de 38 anys. Per cada 100 dones de 18 o més anys hi havia 89,5 homes.
Entorn del 3% de les famílies i el 4,6% de la població estaven per davall del llindar de pobresa.

## Poblacions més properes
El següent diagrama mostra les poblacions més properes.